# 奧格利亞季夫
50°11′48″N 24°41′51″E / 50.19667°N 24.69750°E
奧格利亞季夫（烏克蘭語：Оглядів），是烏克蘭西部的村莊，隸屬利維夫州的舍普季茨基區。該村面積3.5平方公里，海拔高度214米，人口947，人口密度每平方公里336.86人。